# Liste der Monuments historiques in Longjumeau
Die Liste der Monuments historiques in Longjumeau führt die Monuments historiques in der französischen Gemeinde Longjumeau auf.

## Liste der Bauwerke
| Bezeichnung          | Beschreibung | Standort | Kennzeichnung | Schutzstatus | Datum | Bild |
| -------------------- | ------------ | -------- | ------------- | ------------ | ----- | ---- |
| Kirche St-Martin     |              | (Lage)   | PA00087940    | Classé       | 1910  |      |
| Vieux pont de Balizy |              | (Lage)   | PA00135716    | Inscrit      | 1930  |      |

## Liste der Objekte
- Monuments historiques (Objekte) in Longjumeau in der Base Palissy des französischen Kultusministeriums